# Ibn Budayr
Schihab ad-Din Ahmad ibn Budayr al-Hallaq (* 1. Hälfte des 18. Jahrhunderts in Damaskus; † nach 1762 ebenda), korrekt Schihāb ad-Dīn Aḥmad ibn Budayr al-Ḥallāq (arab.: al-Ḥallāq, „der Barbier“), war ein Damaszener Barbier und Chronist arabischer Sprache im Osmanischen Reich.

## Leben
Ibn Budayr entstammte einer Familie von Lastträgern, die an der Haddsch-Route nach Mekka tätig war. Sein Geburtsort war – dem Arbeitsbereich der Familie angepasst – das al-Qubaybat-Viertel bei dieser Pilgerroute außerhalb der Stadtmauern. Er ergriff allerdings nicht den damit vorgegebenen Beruf, sondern begann eine Lehre bei einem Damaszener Barbier namens Ahmad al-Hallaq b. al-Haschisch in Bab al-Barid, dem Stadtzentrum. Hier befanden sich die meisten Ausbildungsstätten von Damaskus, ein wichtiger Umstand für Ibn Budayrs weiteres Leben.
Dieser lokale Aufstieg vom Stadtrand ins Zentrum verlief parallel mit dem sozialen Aufstieg von der Stufe der Lastträger zu der eines Chronisten. Im Geschäft seines Lehrmeisters nahm er Kontakt zu Persönlichkeiten wie 'Abd al-Gani al-Nabulusi († 1731) und Murad Afandi al-Kasih († 1720) auf, den beiden bedeutendsten Sufi-Gelehrten dieser Zeit in Damaskus. Dies verschaffte ihm Zutritt zu wichtigen Ausbildungsstätten. Ibn Budayr erwähnt in seiner Chronik, er habe Religionswissenschaft und Rechtskunde bei bekannten Lehrern studiert und mit einigen freundschaftliche Beziehungen aufgenommen. Besonders mit dem Chronisten Muhammad b. Dschum'a al-Maqar († 1744), dem Verfasser des Werkes al-Baschat wa 'l-qudah fi Dimaschq („Die Gouverneure und Richter von Damaskus“), verband ihn die gemeinsame Zugehörigkeit zum Qadiriyya-Sufi-Orden. Al-Maqar ermutigte ihn nach eigenen Worten zum Verfassen seiner Chronik.

## Werk
Sein Werk trägt den Titel Ḥawādith Dimaschq asch-Schām al-yaumīya min sanat 1154 ila sanat 1176 („Die Tagesereignisse von Damaskus von 1154 bis 1176“ [1741–1762 n. Chr.])
Der Inhalt der Chronik sind Ereignisse in Damaskus während der Lebenszeit Ibn Budayrs. Es handelt sich um das einzige uns zugängliche historische Werk der arabisch-islamischen Literatur, das von einem Barbier verfasst wurde. Dies blieb bis ins späte 19. Jahrhundert unbeachtet, erst Muhammad Sa'id al-Qasimi († 1900) entdeckte das Werk wieder und übernahm die Neubearbeitung (siehe nächstes Kapitel). Nachdem lange geglaubt worden war, es gebe kein Originalmanuskript mehr, wurde ein solches vermutlich doch noch aufgefunden, es befindet sich heute in Dublin.
Ohne Vorwort beginnt Ibn Budayr sofort mit den Ereignissen des ersten Tages im Jahr 1741. Das ganze Werk ist im Stile der „Stimme des einfachen Volkes“ (al-asaghir) und der „Bürger“ (al-'awam) verfasst. Ihnen stellt er anklagend den Erfolg der „Großen Leute“ (al-akabir) gegenüber. Er beklagt, dass Unwürdige hohe Positionen erlangen können, während die armen Anständigen ohne Unterstützung bleiben. Diese durchgehende Einstellung in seiner Chronik ist ein Topos, der zur damaligen Zeit in vielen arabisch-islamischen und osmanischen Werken zu finden ist, z. B. im Tagebuch des Seyyid Hasan († 1665). Am Beispiel des Gouverneurs von Damaskus, As'ad Pascha al-'Azm, Mitglied der einflussreichen al-'Azm-Familie, zeigt Ibn Budayr diese Ungerechtigkeit. Er weist auf die Leistungen, Fehler, Machtmissbräuche und Fehden des Paschas hin, denen er die unüblich lange ununterbrochene und damit beispiellose Amtszeit gegenüberstellt.
Besonders die aus Istanbul nach Damaskus entsandten Würdenträger nennt er opportunistisch und nur auf eigene Bereicherung bedacht, zum Schaden der einfachen Stadtbewohner. Der Autor sieht den Staat in Unordnung, weil er dies nicht steuern kann – das durchgehende Thema seines Tagebuches. Aber auch die sozial bevorzugte Stellung muslimischer Männer sieht er in Gefahr durch „moderne“ Modeerscheinungen. Dass Frauen im Freien picknicken und rauchen, dass Juden im Kaffeehaus auf höheren Sitzgelegenheiten als Muslime Platz nehmen dürfen, prangert er deshalb an. Der Widerspruch zwischen seinem eigenen sozialen Aufstieg und seinen Klagen im Werk wird ihm nicht bewusst.
Die Chronik nennt, oft sehr dramatisch, tägliche Ereignisse, wie Ernennung und Absetzung von Würdenträgern, deren Machtmissbräuche, Nachrufe, neue Bauwerke, Naturkatastrophen, Epidemien, Preise der Lebensmittel, Unruhen und das Geschehen rund um das jährliche Eintreffen der Pilgerkarawane. Anders als in „gelehrten“ Chroniken kommt das Einfügen von Klatsch aus der Gesellschaft, inklusive Sexskandalen, ebenfalls vor.

## Rezension
Aus den genannten Gründen wurde Ibn Budayrs Tagebuch von den Gelehrten seiner Zeit fast gänzlich ignoriert. Erst Muhammad Sa'id al-Qasimi, Stammvater einer bekannten Damaszener Gelehrtenfamilie, verfasste eine Rezension des Tagebuches. Der Autor wird hier Aḥmad al-Budayri al-Ḥallāq genannt, al-Qasimi betitelt sein Werk Ḥawādith Dimaschq al-yaumīya („Tagesereignisse von Damaskus“). Seine Eingriffe in Stil und Textaufbau Ibn Budayrs sind relativ stark, so ergänzt er das Werk um eine „klassische“ Eröffnung, die den Namen des Sultans und des Gouverneurs nennt und Gott bittet, sie zu unterstützen. Dadurch ist in der Bearbeitung ein Bruch im Stil eingetreten, da Ibn Budayrs Originaltext und das von al-Qasimi Ergänzte nicht zusammenpassen. Erst durch das Auffinden einer möglichen Originalversion ist der ursprüngliche Sprachrhythmus des Barbiers wieder zu lesen.
Eine revidierte Fassung von al-Qasimis Rezension wurde 1959 publiziert.

## Textbeispiele
1. ↑  „Der erste Tag von 1154 [1741] war ein Samstag. Das einfache Volk sagt, dass ein Erdbeben in Damaskus kommen wird, als dessen Ergebnis viele Orte zerstört und Männer zu Frauen werden.“ Ibn Budayr: Ḥawādith..., S. 2a.
2. ↑  „Im Jahre 1154 war 'Ali Pascha der Türke Gouverneur von Damaskus. Dies war elf Jahre nah der Krönung unseres Herren, Sultan Mahmud Han, dem Sohn von Sultan Mustafa Han, möge Gott den Thron des Staates schützen bis zum Ende der Zeit.“ al-Qasimi: Ḥawādith..., S. 82.

## Manuskripte
- Originalmanuskript (?), Dublin, Chester Beatty Library, No. 3551/2, 192 Folios
- Rezension von Muhammad Sa'id al-Qasimi, Damaskus, al-Maktaba az-Zāhirīya (heute: Maktabat Asad) 4283, 58 Folios (1901 kopiert)
- Rezension von Muhammad Sa'id al-Qasimi, Damaskus, Maktabat al-Asad, al-Zahiriyya 3737, 55 Folios (1905 kopiert)
- Ein angeblich in Kairo, al-Taymūrīya-Kollektion, vorhandenes Manuskript konnte bislang noch nicht aufgefunden werden